# Simpsonella ramifera
Simpsonella ramifera är en korallart som beskrevs av Williams 1992. Simpsonella ramifera ingår i släktet Simpsonella och familjen Chrysogorgiidae. Inga underarter finns listade i Catalogue of Life.